# Arioi

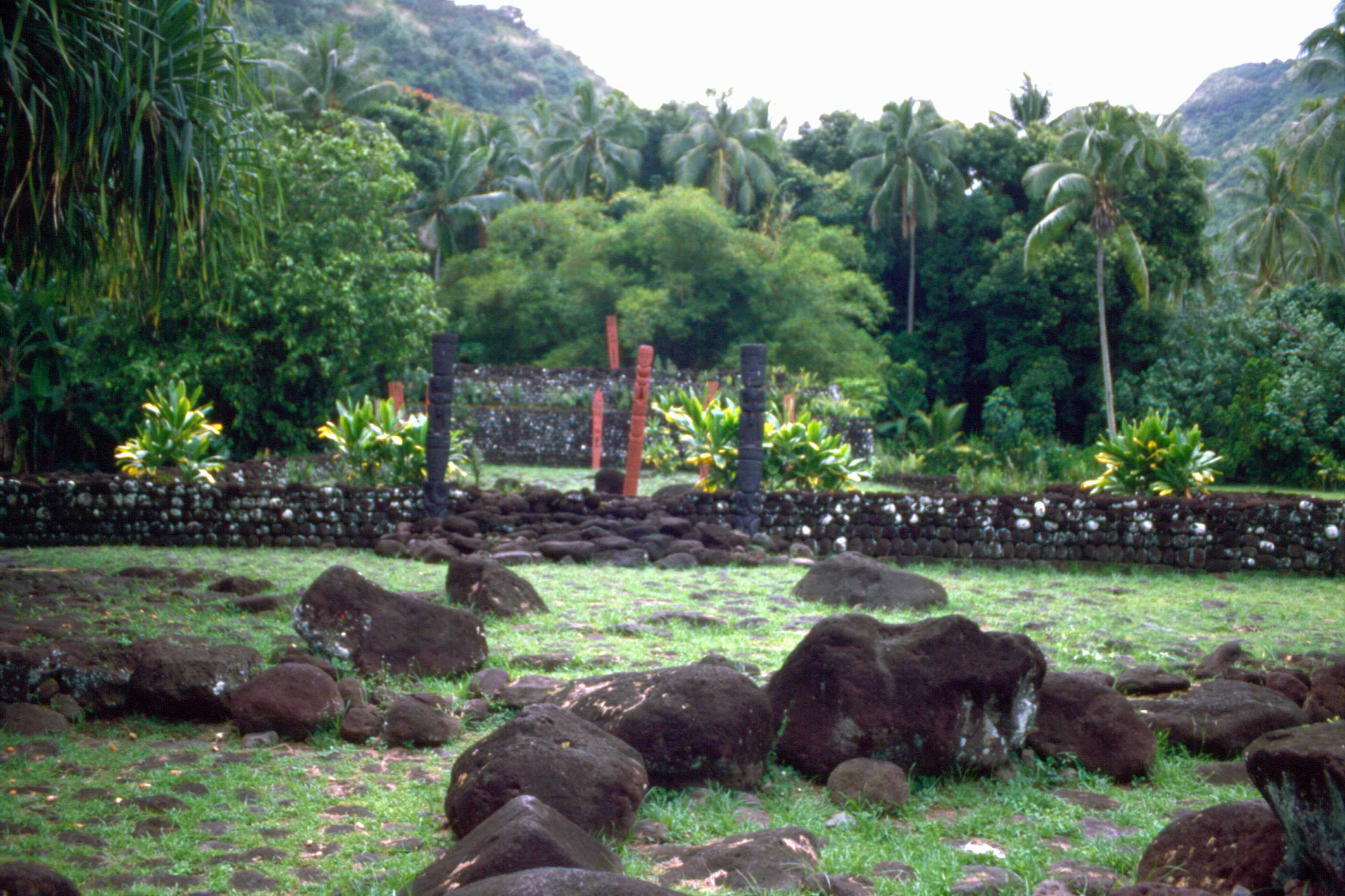
Platforma marae na wyspie Tahiti

Arioi – istniejące do początku XIX wieku na polinezyjskich Wyspach Towarzystwa wędrowne bractwo o charakterze religijnym, zajmujące się szerzeniem kultu boga wojny ʻOro.
Pełna nazwa stowarzyszenia to Te-papa-nui-arioi, czyli „Wielka Skała Arioi”. Z zachowanych przekazów genealogicznych wynika, że jego historia sięgała co najmniej XII wieku. Według mitu tradycje i wierzenia Arioi przekazał w darze w zamierzchłej przeszłości królowi Tamatoa z wyspy Raʻiātea sam bóg ʻOro, po tym jak zstąpił na ziemię w poszukiwaniu swojej zaginionej małżonki.
Do Arioi mogli należeć zarówno mężczyźni, jak i kobiety, chociaż ci pierwsi zdecydowanie przeważali stosunkiem liczebnym 5:1. Organizacja miała charakter względnie masowy, pod koniec XVIII wieku należało do niej szacunkowo około jednej piątej ludności wysp Polinezji. Przynależność do Arioi była dożywotnia i zapewniała swoim członkom wysoki status społeczny. Członek Arioi uzyskiwał honorowy status wodza (ariki) i kapłana (tohunga), zyskiwał boską opiekę i moc mana, zaś po śmierci miał zapewnione odrodzenie w zarezerwowanym tylko dla wodzów niebiańskim raju Rangi. Podczas wojen międzyplemiennych przynależność do Arioi zazwyczaj gwarantowała nietykalność.
Organizacja miała charakter hierarchiczny, zarządzana była z mieszczącej się na wyspie Raʻiātea centrali, na czele której stał Arioi Maro Ura („Władca Czerwonego Pasa”) i złożona ze starszyzny centralna loża Tiaʻi hau atea. W osadzie Opoa na Raʻiātea mieściło się najświętsze miejsce Arioi – marae Taputapuatea, składające ze zwróconej na wschód platformy z ustawionym pośrodku menhirem uważanym za wcielenie boga ʻOro, otoczonym przez 8 wielkich koralowych płyt. Menhir, zwany Te papa tea ia ruea, stanowił miejsce, pod którym zasiadał Arioi Maro Ura i pod którym gromadziły się duchy zmarłych przed odlotem w zaświaty. Podczas intronizacji nowego Arioi Maro Ura na szczyt menhiru wciągano drewniany stolec, na którym zasiadał władca, oblekany w Czerwony Pas (maro ura). Każde pióro w pasie symbolizowało poprzednika na tym urzędzie, w momencie przybycia Europejczyków na Polinezję pas ten liczył długość 6,55 m.
Arioi podzielone było na kilka stopni wtajemniczenia, których zewnętrznym wyróżnikiem były tatuaże i rysunki na skórze. W trakcie obrzędów zakładano specjalny strój zwany ahu haio i naszyjnik z żółtych kwiatów, twarz pokrywano czerwonym barwnikiem, głowę ozdabiano natomiast liśćmi kokosa. Do organizacji dopuszczano przedstawicieli wszystkich grup społecznych, choć najwyższe urzędy wiązały się z wnoszeniem opłat na rzecz stowarzyszenia, stąd dostęp do nich ograniczony był dla grup arystokratycznych. Decyzja o wstąpieniu do Arioi uważana była za natchnienie boskie, kandydat musiał się jednak wykazać piękną budową ciała, dobrą pamięcią, umiejętnością śpiewu i tańca oraz predyspozycjami aktorskimi. Członkostwo poprzedzone było kilkuletnim okresem nowicjatu, w trakcie którego kandydat doskonalił się w ceremoniach i przyswajał sobie tajemną wiedzę. Przyjętą zasadą było, że osoba będąca już członkiem Arioi mogła wyjść jedynie za innego członka stowarzyszenia. Przynależność do Arioi związana była z nakazem bezdzietności, stąd wśród członków częste były przypadki aborcji i porzucania dzieci, dzieci urodzone wśród członków wyższych klas jednakże ogłaszano potomstwem bogów, tak by mogły odziedziczyć tytuły po swoich rodzicach. Możliwe było pozostawanie tylko sympatykiem stowarzyszenia lub dobrowolne wystąpienie (zwłaszcza po osiągnięciu pewnego wieku) i założenie rodziny z zachowaniem całego należnego prestiżu.
Przez większość roku członkowie Arioi żyli w spokoju, przygotowując się do następującej na początku grudnia, po święcie plonów Takwura, zamorskiej wyprawy. Wsiadali wówczas na specjalnie przygotowane łodzie i przemieszczali się z wyspy na wyspę. Po wylądowaniu na brzegu gromadzili się na specjalnych platformach zwanych marae, gdzie odprawiali całonocne obrzędy z tańcami i śpiewami, często o orgiastycznym charakterze. W początkowych etapach obrzędu uczestniczyć mogli wszyscy zainteresowani, późniejsze miały już charakter tajny i zarezerwowane były wyłącznie dla członków stowarzyszenia. Wizyty Arioi miały dla mieszkańców poszczególnych wysp uciążliwy charakter, wodzowie musieli bowiem zapewnić członkom bractwa kwaterunek i wyżywienie, z czego ci często ochoczo korzystali, bezkarnie grabiąc wszystkie zapasy.
Arioi było jednym z pierwszych elementów społeczeństwa polinezyjskiego, przeciwko któremu wystąpili gwałtownie europejscy misjonarze po swoim przybyciu na Wyspy Towarzystwa w 1797 roku. Jego obrzędy opisywano wówczas jako „dzikie” i „rozpustne”, zaś członkowie stowarzyszenia należeli do najaktywniej sprzeciwiających się przywiezionej przez przybyszów nowej religii. Szykanowana i zwalczana tradycja powoli zanikała, ostateczny cios położyła jej konwersja królowej Pōmare IV na chrześcijaństwo w 1835 roku.